# Lasiodora difficilis
Lasiodora difficilis é uma espécie de aranha pertencente à família Theraphosidae (tarântulas).